# タトゥース・F4-T421
タトゥース・F4-T421（Tatuus F4-T421）は、イタリアのコンストラクターメーカー、タトゥースが2021年からフォーミュラ4（F4）向けに設計、開発、製造したフォーミュラカー。

## 概要
2021年1月、F4-T014の後継モデルとして、Haloやその他の改良された安全機能の導入を特徴とする2022年のフォーミュラ4・UAE選手権でデビューするために生産に入ることが発表された。2021年を通して、イタリアF4選手権、F4・イギリス選手権、F4・スペイン選手権、フォーミュラ4・UAE選手権、フォーミュラ4・ブラジル選手権、ACCR・フォーミュラ4選手権、ADAC・フォーミュラ4と、多くのF4選手権が2022年に使用する意向を発表した。
2021年9月に最初のテストを開始し、2022年にフォーミュラ4・UAE選手権でデビューし、ACCR・フォーミュラ4選手権を除く、発表されているすべてのF4選手権の2022年シーズンに登場した。

## 選手権
| 導入年 | 国                                              | 選手権                              | シーズン導入 |
| ------ | ----------------------------------------------- | ----------------------------------- | ------------ |
| 2022年 | イタリア                                        | イタリアF4選手権                    | 2022年       |
| 2022年 | ドイツ                                          | ADAC・フォーミュラ4                 | 2022年       |
| 2022年 | スペイン                                        | F4・スペイン選手権                  | 2022年       |
| 2022年 | イギリス                                        | F4・イギリス選手権                  | 2022年       |
| 2022年 | アラブ首長国連邦                                | F4・UAE選手権                       | 2022年       |
| 2022年 | ブラジル                                        | F4・ブラジル選手権                  | 2022年       |
| 2023年 | オーストリア · チェコ · ハンガリー · スロバキア | フォーミュラ4・CEZ選手権            | 2023年       |
| 2023年 | スペイン                                        | フォーミュラ・ウィンターシリーズ    | 2023年       |
| 2023年 | 国際                                            | F1アカデミー                        | 2023年       |
| 2023年 | 中国 マレーシア                                 | フォーミュラ4・南東アジア選手権     | 2023年       |
| 2024年 | サウジアラビア                                  | F4・サウジアラビア選手権            | 2024年       |
| 2024年 | オーストラリア                                  | フォーミュラ4・オーストラリア選手権 | 2024年       |
| 2024年 | メキシコ                                        | NACAM・フォーミュラ4選手権          | 2024年       |